# クローンプリンツ・エルツヘルツォーク・ルドルフ (装甲艦)
| 「クローンプリンツ・エルツヘルツォーク・ルドルフ」の模型。 | |
| 艦歴                                                       | |
| 発注                                                       | ポーラ工廠 |
| 起工                                                       | 1887年7月6日 |
| 進水                                                       | 1890年 |
| 就役                                                       | 1890年6月30日 |
| 退役                                                       | |
| その後                                                     | 1932年解体処分 |
| 除籍                                                       | |
| 前級                                                       | クローンプリンツェシン・エルツヘルツォーギン・シュテファニー |
| 次級                                                       | モナルヒ級 |
| 性能諸元                                                   | |
| 排水量                                                     | 常備：6,829トン 満載：7,432トン |
| 全長                                                       | 97.6m 94.4m（水線長） |
| 全幅                                                       | 19.27m |
| 吃水                                                       | 6.78m（常備） 7.39m（満載） |
| 機関                                                       | ヤーロー式石炭専焼缶10基 ＋三段膨張式四気筒レシプロ機関2基2軸推進 |
| 最大 出力                                                  | 6,000hp |
| 最大 速力                                                  | 15.5ノット |
| 航続 距離                                                  | 10ノット/7,000海里（石炭：536トン） |
| 乗員                                                       | 447名 |
| 兵装                                                       | クルップ 30.5cm（35口径）単装砲3基 クルップ 12cm（35口径）単装砲6基 オチキス 4.7cm（43口径）単装機砲5基 オチキス 4.7cm（33口径）単装機砲2基 オチキス 3.7cm（23口径）五連装回転式機砲2基 41cm単装魚雷発射管4基 |
| 装甲                                                       | 鉄製 舷側：305mm（水線部） 主砲バーベット部：254mm ボックスシタデル：305mm（壁面）、242mm（前後部隔壁） 司令塔：-mm                                                                                           |

クローンプリンツ・エルツヘルツォーク・ルドルフ (SMS Kronprinz Erzherzog Rudolf) はオーストリア＝ハンガリー帝国海軍が建造した装甲艦。同型艦はない。

## 概要
本艦は、オーストリア＝ハンガリー帝国海軍が、自国のアドリア海沿岸防備のために建造した装甲艦である。

## 艦形

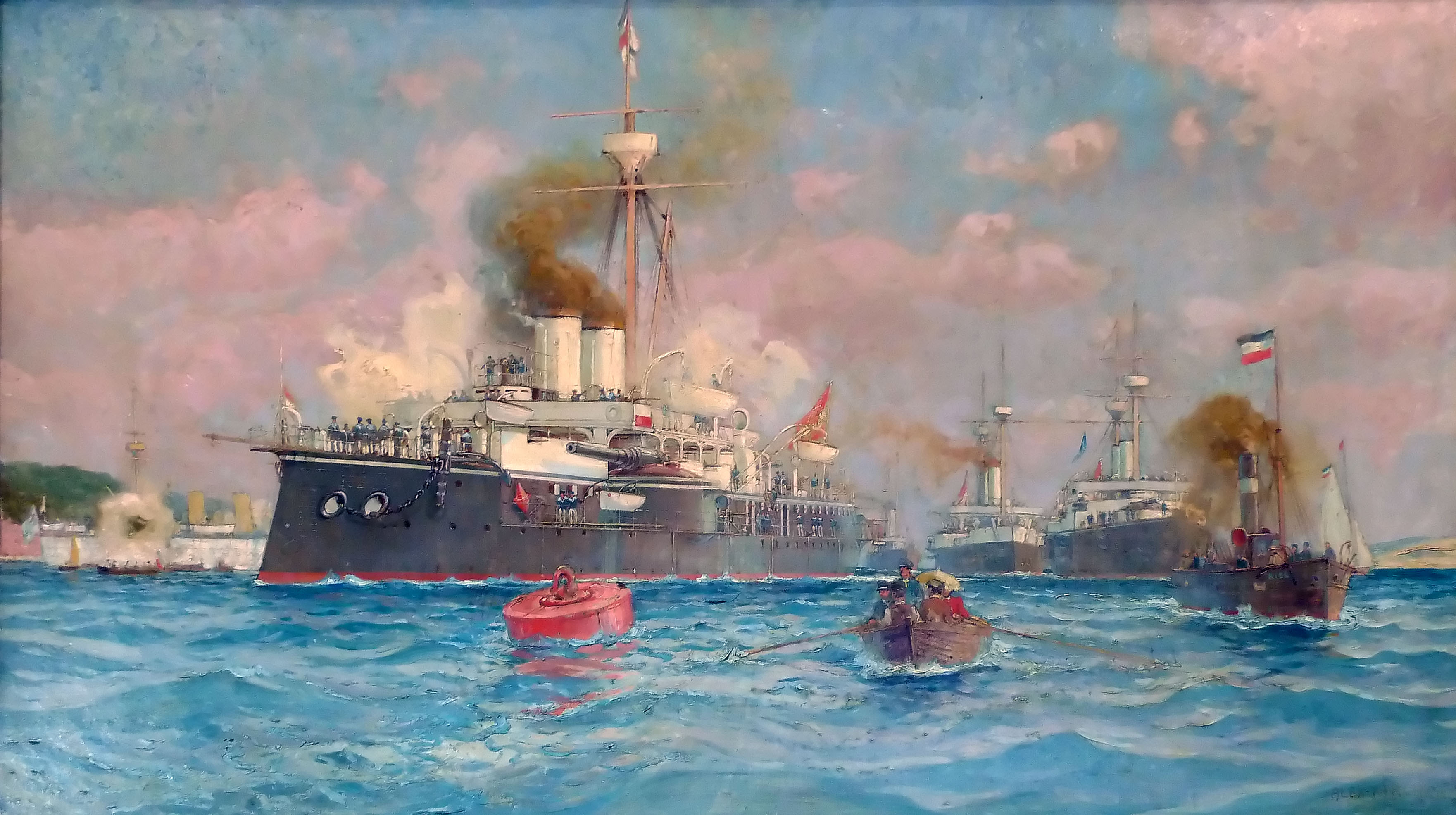
手前の左側の艦が「クローンプリンツ・エルツヘルツォーク・ルドルフ」。中央の奥側の艦が「クローンプリンツェシン・エルツヘルツォーギン・シュテファニー」、右側の艦はカイザー・フランツ・ヨーゼフ1世級防護巡洋艦「カイザー・フランツ・ヨーゼフ1世」。

本艦の船体形状は、甲板上の主砲の前後方向の射界を確保するため、前後甲板上に上部構造物の少ない形状を採用している。艦首喫水線下には衝角を有していた。主砲（アームストロング 30.5cm（35口径）単装砲）は艦中央部に寄せて配置し、うち前甲板に並列に2基を配置して前方への射撃能力を強化した。他1基は後甲板中心線上への配置とした。
艦橋は、主砲上の空中甲板（フライング･デッキ）に設けられた。副砲の12cm単装砲は機関室区画上の側面にケースメイト配置で片舷3基ずつ計6基を配置した。この武装配置により艦首方向に最大で30.5cm砲2門が、舷側方向に30.5cm砲2門、12cm砲3門が、艦尾方向に30.5cm砲1門が指向できた。